# Конецкий, Юрий Валерьевич
Юрий Валерьевич Конецкий (25 мая 1947, Серов — 4 марта 2014, Екатеринбург) — российский прозаик, поэт, переводчик, историк литературы. Член Союза писателей России. Лауреат литературной премии П. П. Бажова (2006 год), литературных премий Л. К. Татьяничевой, Б. П. Корнилова. Заслуженный работник культуры Российской Федерации, академик Академии поэзии.

## Биография
Родился 25 мая 1947 году в Серове Свердловской области, в семье рабочих.
Учился в школе № 20 г. Серов.
В возрасте четырнадцати лет победил в областном конкурсе юных поэтов лет. После завершения обучения в школе, по приглашению поэта Бориса Марьева, переехал жить и учиться в город Свердловск. Трудоустроился на Уралмашзавод, работал термистом в мартеновском цехе. Одновременно проходил обучение на заочном отделении Высших Литературных Курсов при Союзе писателей СССР. Постоянно принимал участие во всесоюзных и областных семинарах молодых авторов. В 23 года в свет вышла первая книга стихов «Голуби в цехе». Герои его произведений Урал и его природа, люди, мастера и следопыты. Член Союза писателей с 1985 года.
Продолжил работать слесарем в трамвайном депо «Северном», затем трудился на опытном заводе Министерства путей сообщения слесарем-сборщиком, был и учётчиком в отделе писем газеты «Красный боец», работал на «Уралкварцсамоцветы» промывальщиком проб.
В столичных и региональных издательствах в дальнейшем были изданы многие его книги: «Орлец», «Слиток», «Скрижали», «Отцовский дом», «Тропы времени», «Харизма» и другие. В 1994 году Юрий Конецкий завершил работу над большим сводом исторических поэм «Уральский временник», который был выдвинут на соискание Государственной премии России.
Автор и составитель трёхтомного издания антологии «Русская поэзия Урала XVIII — XX вв.», которое издавалось с 1995 по 1999 годы. В 2006 году издательство «Московский Парнас» напечатало «Собрание сочинений Юрия Конецкого в 3-х томах», которое было оформлено графическими рисунками автора. В 2006 году стал лауреатом всероссийской литературной премии П. П. Бажова за собрание сочинений в трёх томах.
Руководил литературными объединениями при Уральском политехническом институте, УГГУГорной академии, в Верх-Нейвинске. Возрождённым в 2007 году в ЦК «Орджоникидзевский» Уралмашевским «Творческим Семинаром» поэт руководил до последних дней своей жизни. Активно занимался переводами с французского, английского, польского, итальянского языков, а также языков многочисленных народностей СССР. Одна из его последних работ — перевод итальянского автора XVI века Лудовико Ариосто «Неистового Роланда».
Умер 4 марта 2014 года. Похоронен на Северном кладбище Екатеринбурга.

## Награды, звания и премии
- Академик Академии поэзии,
- лауреатом Всероссийских премий имени П. П. Бажова,
- лауреат литературной премии имени Л. К. Татьяничевой,
- лауреат литературной премии Б. П. Корнилова.
- «Заслуженный работник культуры Российской Федерации».